# Duke Makasi
Duke Makasi (* 21. November 1941 in Port Elizabeth, Kapprovinz; † 25. November 1993 in Johannesburg) war ein südafrikanischer Jazzmusiker (Tenorsaxophon).

## Werdegang
Makasi leitete gemeinsam mit Tete Mbambisa die Soul Jazzmen, die 1969 das Album Inhlupenko einspielten. Dann gründete er in den 1970er Jahren mit Sipho Gumede und Bheki Mseleku die Fusionband Spirits Rejoice, die zwei Alben vorlegte und mit dem Paradise Song sehr erfolgreich war. Daneben spielte er mit Jabu Nkosi, Barney Rachabane, Dennis Mpale, Gumede und Enoch Mtlelane in der Band Roots. Später tourte er mit Darius Brubeck.
Mit Johnny Fourie und Carlo Mombelli bildete er 1985 die Gruppe Abstractions, die 1987 ein Album veröffentlichte. Auch ist er auf Alben von Abdullah Ibrahim (African Herbs, 1975; Soweto, 1978) und auf Tete's Big Sound von Tete Mbambisa zu hören.

## Diskographische Hinweise
- Soul Jazzmen Inhlupenko Distress (City Special 1969, mit Tete Mbambisa, Pych Big-T Ntsele, Mafufu Jama)
- Spirits Rejoice African Spaces (Atlantic 1977, mit George Tjefumani, Temba Mehlomakulu, Mervyn Africa, Russell Herman, Sipho Gumede, Gilbert Matthews)
- Abstractions On the Other Side, (Shifty Records, 1987 mit Johnny Fourie, Jo Runde, Carlo Mombelli, Neill Ettridge)
- The Brothers Xhosa Nostra (Roots Records 1990, mit  Ezra Ngcukana, Tete Mbambisa, Victor Ntoni, Lulu Gontsana)
- Mike Makhalemele, Duke Makasi, Barney Rachabane, René McLean, Winston Ngozi, Robbie Jansen African Summit (Kaz 1995)